# Mercedes Ninci
Mercedes Ninci (Ciudad de Córdoba, 9 de junio de 1964) periodista, oficia de cronista de calle para el programa radial Mitre Informa Primero, el servicio de noticias de Radio Mitre.

## Carrera
Trabajó en Radio Mitre y en los programas de televisión Mañaneras y, desde 2018, en Bendita.
Estuvo nominada a los Premio Martín Fierro como mejor labor periodística y de Radio al Mejor Movilero.

## Radio
- Lanata sin filtro - Radio Mitre

## Televisión
- 2000, Estudio País - Canal 7
- 2005, Aunque usted no lo viera - Telefe
- 2010, Mañaneras[3] - América TV (Panelista)
- 2017, Los ángeles de la mañana - El Trece
- 2013, Caiga quien caiga - eltrece
- 2018, Bendita[4] - El Nueve (Panelista)
- 2014-2017, El diario de Mariana - eltrece (Panelista)
- 2017-2019, Todas las tardes - El Nueve (Panelista)
- 2021,  Lo de Mariana - eltrece (Panelista)
- 2021-2022, Polémica en el bar - América TV (Panelista)
- 2022, A la tarde - América TV (Panelista)
- 2022, Momento D - eltrece (Panelista)
- 2013, LAM en América (Panelista invitada)
- 2023, Pasaplatos - eltrece (Participante)
- 2024, Nuevas tardes - Televisión Pública (Panelista)
- 2025, Mujeres argentinas - El Trece (móvilera)